# Opération Lèvres Rouges
Pour plus de détails, voir Fiche technique et Distribution.
Opération Lèvres Rouges (Labios rojos) est un film policier espagnol coécrit et réalisé par Jesús Franco, sortie en 1960. 

## Synopsis
Détectives inséparables et séduisantes, Mari et Lola, surnommées les « Lèvres Rouges », se transforment en justicières pour aider la police, dirigée par le commissaire Fernandez, à se débarrasser la ville des criminels. Elles sont chargées par un riche collectionneur de récupérer un précieux diamant qui lui a été volé par l'infâme Radek. Mari retrouve sa trace, le séduit et le suit dans sa chambre d'hôtel où elle l'assomme. Après s'être enfuie avec le joyau, un mystérieux assassin tue Radek. Les deux filles constatent qu'elles ont une fausse pierre entre leurs mains. Elles comprennent qu'elles sont tombées dans un engrenage car elles ont désormais toutes la police de la ville à leurs trousses pour le meurtre de Radek...
Mais Fernandez leur laisse quelques jours de liberté pour qu'elles prouvent leur innocence et retrouvent le vrai coupable. Ce dernier se nomme Pablo, un mauvais garçon gérant de plusieurs boîtes de nuit. Elles se font engager comme duettistes chanteuses dans l'un des établissements de Pablo, un motel de la Costa Brava, afin de l'approcher. Le truand tombe sous le charme de Lola. Mais elles découvrent que leur commanditaire, Kallman, joue double jeu. Pour sauver leur agence de détectives, elles devront démasquer Pablo et Kallman mais aussi aider leur ami Fernandez à dénouer les fils de cette affaire complexe.

## Fiche technique
- Titre espagnol : Labios rojos
- Titre français : Opération Lèvres Rouges
- Réalisation : Jesús Franco
- Scénario : Jesús Franco et Manuel Pilares
- Montage : Antonio Gimeno
- Musique : Antonio García Cano
- Photographie : Emilio Foriscot et Juan Mariné
- Production : José María Monís
- Sociétés de production : Alamo Films
- Pays d'origine :  Espagne
- Langue originale : espagnol
- Format : noir et blanc
- Genre : policier, comédie
- Durée : 96 minutes
- Dates de sortie :
  - Espagne : 1960

## Distribution
- Isana Medel  (VF : Sophie Real) : Mari (vf : Lina)
- Ana Castor  (VF : Joelle Janin) : Lola
- Javier Armet  (VF : Jacques Riberolles) : Pablo
- Manolo Moran  (VF : Émile Duard) : commissaire Fernandez
- Lina Canalejas : Tina
- Antonio Jimenez Escribano  (VF : Jean-Henri Chambois) : Alexis Kallman
- Nenon Rojas : Moroni
- Felix Dafause  (VF : Lucien Bryonne) : Radek
- Venancio Muro : Carlos
- José Maria Tasso : le garçon d'ascenseur
- José Canalejas : le pianiste
- Enrique Julvez
- Pablo Sanz
- German Vega
- Guillermo Hidalgo
- José Morales
- Mercedes Manera